# Larive
Pour les articles homonymes, voir Mauduit et Larive (homonymie).
Jean Mauduit, dit Larive (ou de La Rive ou  Delarive), est un acteur français né à La Rochelle le 6 août 1747 et mort à Montlignon le 30 avril 1827.

## Biographie
Fils d'un épicier de La Rochelle, il quitte la maison paternelle pour se vouer au théâtre et se présente à Paris chez Lekain dont il reçoit l'enseignement. Engagé dans la troupe de Mme Montansier, il joue à Tours, puis à Lyon, et revient à Paris où Mlle Clairon le prend sous sa protection.
Larive débute une première fois à la Comédie-Française le 3 décembre 1770 mais n'y est pas reçu. Il part à Bruxelles où D'Hannetaire l'a engagé pour les premiers rôles au Théâtre de la Monnaie et où il passera quatre ans, aux côtés de Dazincourt, Grandmesnil et Florence. C'est là qu'il fait la connaissance de sa future femme, Eugénie D'Hannetaire, fille aînée du directeur, qu'il épousera à Paris le 18 juin 1776. Le couple divorcera en 1794. Il épousera en secondes noces à Montlignon, le 13 mars 1804, une Bruxelloise Catherine Van den Hove, née le 12 avril 1771 à Bruxelles et morte le 4 août 1816 à Passy, fille de Pétronille Stas et Pierre Bartholomée Van den Hove. Pétronille Stas est la sœur de Pierre-Joseph Stas, doyen des étainiers de Bruxelles, époux de Catherine van Gestel, qui sont les grands parents maternel de l'architecte Joseph Poelaert dont la première œuvre architecturale furent les décors de théâtre destinés au petit théâtre qu'avait construit son père dans la maison familiale de la rue de Laeken et qui reconstruira plus tard le théâtre de la Monnaie en 1855.
Le 29 avril 1775, Larive débute à nouveau à la Comédie-Française et est admis sociétaire le 18 mai suivant. Trois ans plus tard, la mort de Lekain lui laisse la première place. Il court régulièrement la province et se produit dans sa ville natale en 1780, à Genève, à Lille, à Bordeaux etc. Il quitte la Comédie-Française en 1788 mais y revient en 1790, après avoir joué notamment à Lille.
Supplanté par Talma, emprisonné plusieurs fois à la Révolution, Larive se retire dans sa propriété de Montlignon, dont il devient maire.
Ami de Voltaire, il s'est vu confier à de nombreuses reprises le rôle principal dans ses pièces.

## Commémorations
Il existe toujours dans le village de Montlignon, rue Larive, le « château Larive » construit à la fin du XVIIIe siècle. Le comédien Larive, maire de Montlignon, avait conçu ce château comme centre d'un futur établissement thermal. Mais cette entreprise échoua et Larive dut diviser son domaine en parcelles formant le hameau Larive et le bois Larive.
À Montlignon également, une stèle a été érigée en son souvenir dans l'actuelle rue de Rubelles.
Louis Jouvet fait allusion, dans ses cours au Conservatoire, aux traités de déclamation de Larive.
Son fils François Joseph Achille fut directeur d'une tuilerie située près du moulin seigneurial de Métiger à Montlignon.

## Publications
Il est l'auteur de deux ouvrages :
- Réflexions sur l'art théâtral, 1801[4].
- Cours de déclamation divisé en douze séances, Paris, Imprimerie Charles, an XII - 1804, lire en ligne sur Gallica.
- Cours de déclamation prononcé à l'Athénée de Paris, tome II, Paris, Delaunay, 1810, lire en ligne sur Gallica.

## Théâtre

### Carrière à la Comédie-Française
- 1770 : Alzire de Voltaire : Zamore
- 1770 : Le Comte d'Essex de Thomas Corneille : Le comte d'Essex
- 1770 : Iphigénie de Jean Racine : Achille
- 1770 : Œdipe de Voltaire : Œdipe
- 1770 : Cinna de Pierre Corneille : Cinna
- 1771 : Rhadamiste et Zénobie de Prosper Jolyot de Crébillon : Rhadamiste
- 1771 : Zaïre de Voltaire : Orosmane
- 1771 : Gaston et Bayard de Pierre Laurent Buirette de Belloy : Rovere
- 1771 : Horace de Pierre Corneille : Horace
- 1771 : Rodogune de Pierre Corneille : Antiochus
- 1771 : Polyeucte de Pierre Corneille : Sévère
- 1775 : Le Célibataire de Claude-Joseph Dorat : Verseuil
- 1775 : Les Arsacides de Peyraud de Beaussol : Tigrane
- 1775 : Pygmalion de Jean-Jacques Rousseau : Pygmalion
- 1775 : Eugénie de Beaumarchais : Clarendon
- 1775 : Le Misanthrope de Molière : Alceste
- 1775 : Tartuffe de Molière : Valère
- 1776 : Abdolonyme ou le Roi berger de Jean-Baptiste Collet de Messine : Alexandre
- 1776 : L'École des mœurs de Charles-Georges Fenouillot de Falbaire : Lord Belton
- 1776 : Phèdre de Jean Racine, Comédie-Française : Hippolyte
- 1777 : Gabrielle de Vergy de Pierre-Laurent Buirette de Belloy : le comte de Faïel
- 1777 : L'Amant bourru de Jacques-Marie Boutet de Monvel : De Piennes
- 1777 : Le Veuvage trompeur de Pierre-Antoine de La Place : Vorthy
- 1777 : Mustapha et Zéangir de Chamfort : Mustapha
- 1777 : Zuma de Pierre François Alexandre Lefèvre : Pizarre
- 1777 : Athalie de Jean Racine : Abner
- 1778 : L'Homme personnel de Nicolas Thomas Barthe : St Géran
- 1778 : Les Barmécides de Jean-François de La Harpe : Aaron-Rachild
- 1778 : Œdipe chez Admète de Jean-François Ducis : Admète
- 1778 : Britannicus de Jean Racine : Néron
- 1778 : Andromaque de Jean Racine : Oreste
- 1778 : Bajazet de Jean Racine : Bajazet
- 1778 : Mithridate de Jean Racine : Pharnace
- 1779 : Médée de Jean-Marie-Benoît Clément : Jason
- 1780 : Les Héros français de Louis d'Ussieux : le prince de Condé
- 1780 : Nadir ou Thamas Kouli-khan de Paul-Ulric Dubuisson : Nadir
- 1781 : Jeanne Ire, reine de Naples de Jean-François de La Harpe : Louis, roi de Hongrie
- 1781 : Richard III de Barnabé Farmian Durosoy : Richard III
- 1782 : Agis de Joseph François Laignelot : Agis
- 1782 : L'Inauguration du Théâtre-Français de Barthélemy Imbert : un acteur tragique
- 1782 : Zoraï de Jean-Étienne François de Marignié : Zoraï
- 1783 : Philoctète de Jean-François de La Harpe d'après Sophocle : Philoctète
- 1783 : Pyrame et Thisbé de Jean Mauduit de Larive : Pyrame
- 1784 : Le Mariage de Figaro de Beaumarchais : Grippesoleil
- 1784 : Corneille aux Champs-Élysées de Honoré Jean Riouffe
- 1784 : Macbeth de Jean-François Ducis d'après William Shakespeare : Macbeth
- 1784 : Coriolan de Jean-François de La Harpe : Coriolan
- 1785 : Albert et Émilie de Paul-Ulric Dubuisson : Albert
- 1785 : Céramis d'Antoine-Marin Lemierre : Hyrsal
- 1785 : Roxelane et Mustapha de Jean-Baptiste Simonet de Maisonneuve : Mustapha
- 1786 : Azémire de Marie-Joseph Chénier : d'Amboise
- 1786 : Scanderberg de Paul-Ulric Dubuisson : Scanderberg
- 1787 : Hercule au Mont Oeta de Pierre-François Alexandre Lefèvre : Hercule
- 1788 : Méléagre de Népomucène Lemercier : Méléagre

## Sources
- Base documentaire La Grange sur le site de la Comédie-Française (pièces et rôles joués)